# Fungiacyathus fissilis
Fungiacyathus fissilis är en korallart som beskrevs av Stephen D. Cairns 1984. Fungiacyathus fissilis ingår i släktet Fungiacyathus och familjen Fungiacyathidae. Inga underarter finns listade i Catalogue of Life.